# Nome supérieur du Sycomore

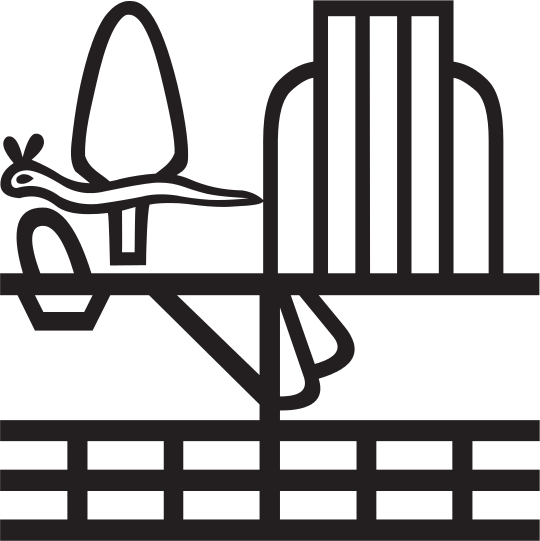
Hiéroglyphe symbole du Nome.

Le nome supérieur du Sycomore (nḏft ḥntt) est l'un des 42 nomes (division administrative) de l'Égypte antique. C'est l'un des vingt-deux nomes de la Haute-Égypte et il porte le numéro treize.

## Géographie
Ce nome faisait 63 km de long selon la liste des nomes de Sésostris Ier. Le nome était situé sur la rive occidentale du Nil, en face du nome de la Vipère de montagne (12e), avec au nord le nome inférieur du Sycomore (14e) et au sud le nome de Seth (11e),.
Assiout formait le verrou entre la Haute et la Moyenne-Égypte : en effet, la vallée se resserre formant comme un verrou. De plus, deux routes provenant respectivement des oasis occidentales d'Ad-Dakhla et d'Al-Kharga menaient au nome, la première menant directement à Dara, la seconde à Assiout. Dans cette région de l'Égypte, le 13e nome était donc le lieu d'arrivée des pistes depuis les oasis méridionales, là où le 14e nome était celui des pistes depuis l'oasis d'Al-Farafra et le 15e nome celui des pistes depuis l'oasis d'Al-Bahariya.

## Histoire
Le nome est peuplé depuis l'époque prédynastique, mais ce n'est que bien plus tard qu'il aura un relative impact sur l'histoire égyptienne. En effet, pendant la Première Période intermédiaire, un dirigeant local nommé Khoui se proclama roi et construisit un monument funéraire à Dara. Le cimetière autour du monument était quant à lui daté de la fin de la VIe dynastie. Toujours pendant la Première Période intermédiaire mais à une époque ultérieure, plus précisément pendant les IXe/Xe dynasties, plusieurs nomarques du nome (comme ceux du nome méridional de Seth) étaient soumis aux rois héracléopolitains : on trouve notamment les tombes de Tefabi, de son fils Khety II, du fils de ce dernier Ittibi-iqer (si l'identité Khety II et Khety-iqer est avérée) et enfin du fils aîné du précédent Mesehti-iqer. Au Moyen Empire, les nomarques d'Assiout, notamment Hâpydjéfa, organisèrent des expéditions au nom du roi dans les mission d'exploration des territoires nubiens.

## Divinités locales

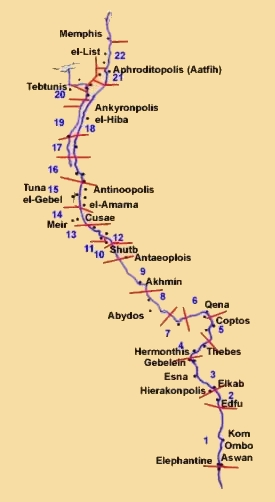
Les nomes de Haute-Égypte

La principale divinité du nome était les dieux canins Oupouaout et Anubis, vénérés à Assiout ; en conséquence, les Grecs nommeront cette ville Lycopolis,.

## Lieux principaux
- Assiout (sȝw.t en ancien égyptien[9])
- Balot
- Dara
- Deir Dronka (en) (mḏdn en ancien égyptien[9])
- Manqabat (ḫˁy.t en ancien égyptien[9])